# 봉쇄 돌파선

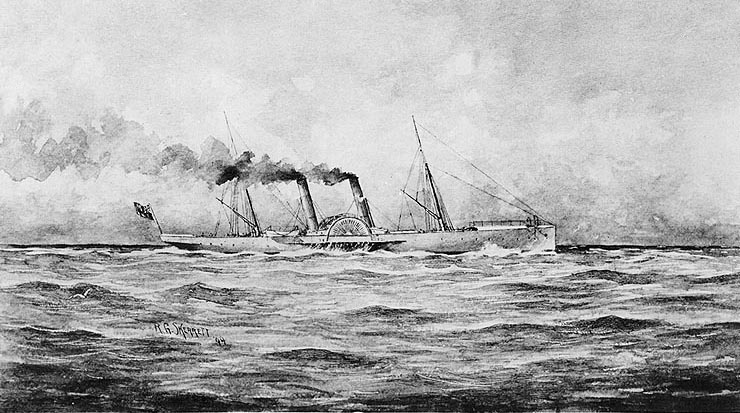
봉쇄돌파선 SS 밴시, 1863년

봉쇄돌파선(封鎖突破船, 영어: blockade runner)이란 항구나 해협의 봉쇄를 따돌리고 내외부를 왕래하기 위한 경량의 선박이다. 봉쇄를 하고 있는 폐색선과 직접 대결을 하기 위한 것이 아니다. 봉쇄돌파의 주된 목적은 식량과 무기 등 보급품을 봉쇄된 도시로 운송하는 것과 외부 세계와의 의사소통을 위한 우편 수송 등이 있다.